# Maserati 8CL
La Maserati 8CL est une automobile sportive développée entre 1940 et 1946 par le constructeur automobile italien Maserati. Prévue pour remplacer la Maserati 8CTF, son développement est interrompu par la Seconde Guerre mondiale et seuls deux exemplaires sont assemblés.
Elle reprend quelques-unes des caractéristiques techniques qui ont fait le succès de la 4CL avec quatre soupapes par cylindres, des côtes carrées (alésage et course identiques de 78 mm) et un compresseur par banc de quatre cylindres.
La Maserati 8CL fait ses débuts aux 500 miles d'Indianapolis 1940 mais devient victorieuse en 1948 aux mais de Giuseppe Farina au Grand Prix de Mar del Plata et au Grand Prix des Nations. On retrouve la Maserati 8CL en 1946 entre les mains de Raymond Sommer et Henri Louveau durant l'unique grand prix automobile de Lille appelé " le circuit des 3 villes".
Les pilotes finiront ce grand prix en première place après 48 tours soit 252,5 kilomètres. Cette Maserati 8CL portant le numéro 16 durant cette course était engagée par une écurie privée.